# 淵野辺本町
淵野辺本町（ふちのべほんちょう）は、神奈川県相模原市中央区の町名。現行行政地名は淵野辺本町一丁目から淵野辺本町五丁目まである。住居表示実施済区域。

## 地理
中央区の北東部に位置し、南東に東淵野辺、南から西にかけて淵野辺、北に上矢部、北東に東京都町田市矢部町、東に根岸と木曽西と接している。

## 世帯数と人口
2020年（令和2年）10月1日現在（国勢調査）の世帯数と人口（総務省調べ）は以下の通りである。
| 丁目             | 世帯数    | 人口     |
| ---------------- | --------- | -------- |
| 淵野辺本町一丁目 | 886世帯   | 2,118人  |
| 淵野辺本町二丁目 | 1,243世帯 | 2,452人  |
| 淵野辺本町三丁目 | 1,392世帯 | 3,056人  |
| 淵野辺本町四丁目 | 1,245世帯 | 2,717人  |
| 淵野辺本町五丁目 | 760世帯   | 1,945人  |
| 計               | 5,526世帯 | 12,288人 |

### 人口の変遷
国勢調査による人口の推移。
| 年                 | 人口   |
| ------------------ | ------ |
| 1995年（平成7年）  | 9,990  |
| 2000年（平成12年） | 11,054 |
| 2005年（平成17年） | 11,623 |
| 2010年（平成22年） | 11,729 |
| 2015年（平成27年） | 11,943 |
| 2020年（令和2年）  | 12,288 |

### 世帯数の変遷
国勢調査による世帯数の推移。
| 年                 | 世帯数 |
| ------------------ | ------ |
| 1995年（平成7年）  | 3,565  |
| 2000年（平成12年） | 4,054  |
| 2005年（平成17年） | 4,543  |
| 2010年（平成22年） | 4,873  |
| 2015年（平成27年） | 5,052  |
| 2020年（令和2年）  | 5,526  |

## 学区
市立小・中学校に通う場合、学区は以下の通りとなる（2022年8月時点）。
| 丁目           | 番地                  | 小学校                   | 中学校                 |
| -------------- | --------------------- | ------------------------ | ---------------------- |
| 一丁目、二丁目 | 全域                  | 相模原市立大野北小学校   | 相模原市立大野北中学校 |
| 三丁目         | 1番〜28番、37番〜40番 | 相模原市立淵野辺小学校   | 相模原市立大野北中学校 |
| 三丁目         | 29番〜36番            | 相模原市立大野北小学校   | 相模原市立大野北中学校 |
| 四丁目         | 1番〜11番、14番〜39番 | 相模原市立淵野辺東小学校 | 相模原市立共和中学校   |
| 四丁目         | 12番・13番            | 相模原市立淵野辺小学校   | 相模原市立大野北中学校 |
| 五丁目         | 1番〜3番、44番        | 相模原市立淵野辺小学校   | 相模原市立大野北中学校 |
| 五丁目         | 4番〜43番             | 相模原市立淵野辺東小学校 | 相模原市立共和中学校   |

## 事業所
2021年（令和3年）現在の経済センサス調査による事業所数と従業員数は以下の通りである。
| 丁目             | 事業所数  | 従業員数 |
| ---------------- | --------- | -------- |
| 淵野辺本町一丁目 | 26事業所  | 120人    |
| 淵野辺本町二丁目 | 49事業所  | 506人    |
| 淵野辺本町三丁目 | 44事業所  | 381人    |
| 淵野辺本町四丁目 | 45事業所  | 217人    |
| 淵野辺本町五丁目 | 16事業所  | 46人     |
| 計               | 180事業所 | 1,270人  |

### 事業者数の変遷
経済センサスによる事業所数の推移。
| 年                 | 事業者数 |
| ------------------ | -------- |
| 2016年（平成28年） | 176      |
| 2021年（令和3年）  | 180      |

### 従業員数の変遷
経済センサスによる従業員数の推移。
| 年                 | 従業員数 |
| ------------------ | -------- |
| 2016年（平成28年） | 1,277    |
| 2021年（令和3年）  | 1,270    |

## 交通

### 鉄道
町内に鉄道駅はない。

### 道路
- 神奈川県道・東京都道57号相模原大蔵町線

## 施設
- 相模原市消防団第8分団第4部

## その他

### 日本郵便
- 郵便番号 : 252-0202[3]（集配局 : 相模原郵便局[14]）。